# Duchovní střed Evropy

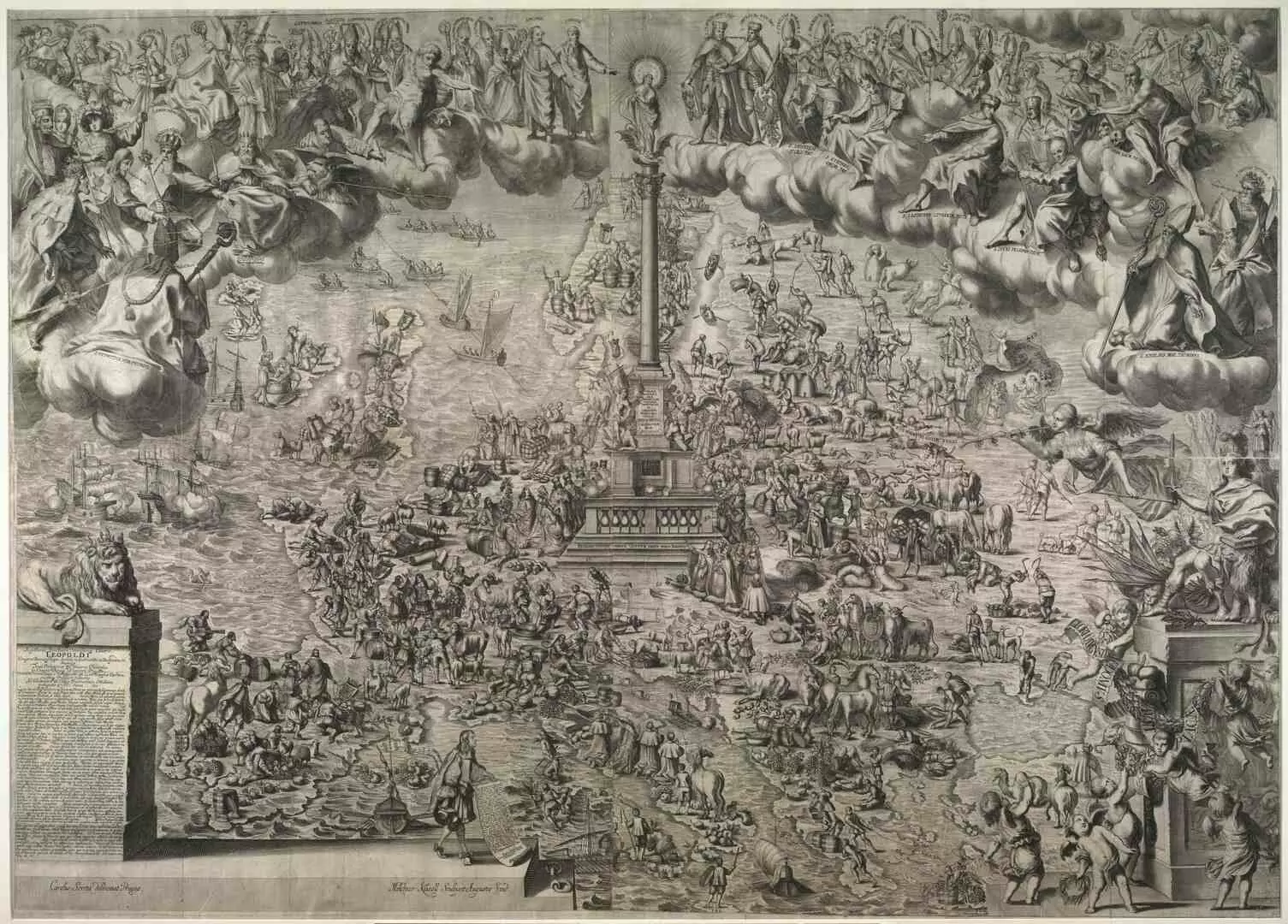
Karel Škréta - Duchovní střed Evropy, Univerzitní teze Jana Bedricha z Valdštejna

Duchovní střed Evropy je mědirytina zobrazující Mariánský sloup v Praze. Dílo zhotovil podle předlohy aktivního účastníka švédského obléhání a vynikajícího barokního malíře Karla Škréty v roce 1661 augšpurský grafik Melchior Küsel. Na grafice jsou shromážděni všichni evropští národní světci, mezi nimiž nechybí ani sbor českých zemských patronů. Po pravé straně jsou vedeni sv. Leopoldem a sv. Václavem, na straně protější pak sv. Petrem a sv. Pavlem, zdravící vždy patřičně přeloženým výrokem Salutate Mariam. Uprostřed, vyvýšená na sloupu, je zářící Panna Marie. Závěrečná veřejná univerzitní disputace Jana Bedřicha z Valdštejna, pro kterou vznikl tento proslulý mědiryt, se konala za předsednictví Arnošta Vojtěcha z Harrachu v druhé polovině srpna 1661. Slavnostní řeč držel senior teologické fakulty Karel Grobendoneque. Ve slavnostním klementinském sálu vévodila univerzitní teze, kterou ideově navrhl patrně jezuita a Valdštejnův učitel Jan Tanner, který při této příležitosti svému žáku daroval spisek oslavující jeho rod.
Knihu se stejným názvem Duchovní střed Evropy o dějinách Mariánského sloupu na Staroměstském náměstí napsali v roce 2020 Petr Blažek a Vojtěch Pokorný.